# Piaseczno

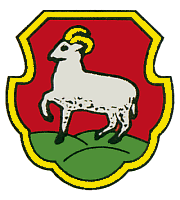
Stemă

Piaseczno este un oraș în Polonia.